# رادنی (آیووا)
رادنی (به انگلیسی: Rodney) شهری در ایالت آیووا کشور ایالات متحده آمریکا است که جمعیت آن در سرشماری سال ۲۰۲۰ میلادی، ۴۵ نفر بوده‌است.